# Serans (Oise)
Serans is een gemeente in het Franse departement Oise (regio Hauts-de-France) en telt 225 inwoners (2005). De plaats maakt deel uit van het arrondissement Beauvais.

## Geografie
De gemeente ligt op de grens met het departement Val-d'Oise en in het land van Vexin Français. Oorspronkelijk was de schrijfwijze Sérans maar langzaam verdween het accent alhoewel het nog voorkomt op oude signalistieborden. De bewoners worden seranais genoemd.
De onderstaande kaart toont de ligging van Serans (Oise) met de belangrijkste infrastructuur en aangrenzende gemeenten.

## Demografie
Onderstaande figuur toont het verloop van het inwonertal (bron: INSEE-tellingen).